# McKinley Peak
McKinley Peak är en bergstopp i Antarktis. Den ligger i Västantarktis. Inget land gör anspråk på området. Toppen på McKinley Peak är 602 meter över havet.
Terrängen runt McKinley Peak är kuperad åt nordväst, men åt sydost är den platt. Trakten är obefolkad. Det finns inga samhällen i närheten.